# La virgen gaucha
 La virgen gaucha  es una película de Argentina filmada en colores dirigida por Abel Rubén Beltrami sobre su propio guion según un argumento de Víctor Proncet que se estrenó el 2 de abril de 1987 y que tuvo como actores principales a Cristina Lemercier, Orlando Carrió, Luis Medina Castro, Jorge Rossi, Carlos Muñoz y Nélida Romero.

## Sinopsis
Los relatos paralelos de la historia de la Virgen de Luján en el siglo XVII y de una violinista ciega que recupera la visión durante la visita del Papa a la Argentina en 1982.

## Reparto
Intervinieron en el filme los siguientes intérpretes:
| Actor              | Personaje |
| ------------------ | --------- |
| Cristina Lemercier |           |
| Orlando Carrió     |           |
| Luis Medina Castro |           |
| Jorge Rossi        |           |
| Carlos Muñoz       |           |
| Nélida Romero      |           |
| Iván Grondona      |           |
| Oscar Pedemonti    |           |
| Norma López Monet  |           |
| Raúl Maravini      |           |
| Pablo Moret        |           |
| Diego Rigal        |           |
| Gustavo Giordano   |           |
| Marcela Martín     |           |
| Luis Aldás         |           |
| Víctor Proncet     |           |
| Gabriel Langlais   |           |
| Hernán Lencinas    |           |
| Marisa Filipín     |           |

## Comentarios
Aníbal M. Vinelli  en Clarín dijo:

«En sus peores o mejores momentos –es difícil decirlo- el film resulta involuntariamente cómico.»

Marcelo Fernández en El Cronista dijo:

«Artísticamente, es un horror.»

Daniel López en La Razón opinó:

«Que el cielo la juzgue… Juan Pablo II debería hacerse una escapadita hasta el Ideal I y ver las cosas que se perpetran en nombre de la religión.»

Manrupe y Portela escriben:

«Una estampita que costó 450.000 dólares, y se estrenó a propósito de la segunda visita de Juan Pablo II a la Argentina.»